# Carlos Medina Plascencia
Carlos Medina Plascencia (León, Guanajuato; 14 de agosto de 1955) es un ingeniero químico, empresario y político mexicano. Se ha desempeñado como presidente municipal de León de 1988 a 1991, como gobernador interino de Guanajuato de 1991 a 1995, como diputado federal de 1997 a 2000 y como senador de la República de 2000 a 2006. Es miembro del Partido Acción Nacional. Actualmente es presidente nacional de la empresa BNI México (Business Network International).

## Trayectoria académica
Medina Plascencia nació el 14 de agosto de 1955 en la ciudad de León, Guanajuato. Se graduó como Ingeniero Químico Administrador en el Tecnológico de Monterrey, Campus Monterrey y obtuvo su Maestría en Administración en el Campus Ciudad de México de la misma institución.

## Trayectoria política
En 1985 decidió afiliarse al Partido Acción Nacional y siendo candidato de ese partido fue elegido Regidor del Ayuntamiento de León de 1986 a 1988 y Presidente municipal de León de 1989 a 1991, siendo el primer presidente municipal de oposición en la historia del municipio.
Tras encontrarse evidencia del financiamiento por parte del gobierno del estado al entonces gobernador electo Ramón Aguirre Velázquez, el Congreso del estado decidió nombrarlo Gobernador interino, convirtiéndose en el primer gobernador de oposición en Guanajuato de 1991 a 1995 pero de manera interina.
De 1997 a 2000 se desempeñó como diputado Federal en la LVII Legislatura en la que participó como coordinador del Grupo Parlamentario de su partido y presidente de la Cámara de Diputados en 1999; también fue elegido senador plurinominal por su partido de 2000 a 2006 en la LVIII y LIX Legislaturas. En marzo de 2004 reconoció su interés en buscar la presidencia de México en las elecciones de 2006.
En 2012 participó en la campaña de Josefina Vázquez Mota a la Presidencia de la República, y en 2015 formó parte de la planilla de Héctor López Santillana como candidato a primer síndico del Ayuntamiento de León 2015-2018, tomando protesta del cargo el 10 de octubre de ese año. 

### Panistas por México
El 5 de junio de 2013, Medina Plascencia, junto a los exgobernadores Ernesto Ruffo Appel, Fernando Canales Clariond, Fernando Elizondo Barragán, Francisco Barrio Terrazas y Alberto Cárdenas Jiménez, todos militantes de Acción Nacional, presentaron un movimiento llamado Panistas por México, el cual está integrado por 80 militantes del partido y encabezado por los exgobernadores. Dieron a conocer que en el movimiento está inspirado en la razón ciudadana y que busca el fortalecimiento del partido. También, reprocharon las disputas entre maderistas y corderistas, las cuales señalan, dañan al partido.
Ruffo Appel, Medina Plascencia y el expresidente del partido Luis Felipe Bravo Mena, quien también forma parte del movimiento, habían sido originalmente contemplados para contender por la dirigencia del partido, sin embargo, tanto Ruffo como Medina Plascencia declinaron y Bravo Mena aceptó sólo si había una candidatura de unidad con otro de los aspirantes por la presidencia del partido, pero no se logró.
Fue por eso que Ruffo Appel consideró invitar a Josefina Vázquez Mota, la excandidata presidencial, a formar parte del grupo y a contender por la dirigencia de Acción Nacional, durante un desayuno el 15 de octubre de 2013. Vázquez Mota dijo que lo consideraría y que dependería de valoraciones personales y familiares.
Sin embargo, el 26 de febrero de 2014, en una rueda de prensa acompañada por Bravo Mena y Medina Plascencia, finalmente se descartó de la candidatura por la presidencia de su partido, a pesar de afirmar ir adelante en las encuestas para la dirigencia, ya que su participación con las condiciones actuales no contribuiría a que regrese a su vocación de escuela cívica y herramienta para construir las ideas y las mejores causas ciudadanas en el partido.
Medina Plascencia comentó que el movimiento no apoyaría a ninguno de los candidatos y que tampoco tendrían uno propio y aprovechó para pedir que respetaran la dignidad del militante.